# Estación Muñecas
Muñecas era una estación de ferrocarril del Ferrocarril General Belgrano de la red ferroviaria argentina, en el ramal que une las estaciones Santa Fe y La Quiaca en Argentina.
Se encontraba al noroeste en la ciudad de San Miguel de Tucumán, capital de la Provincia de Tucumán. 

## Historia
La estación Muñecas fue abierta al tránsito en abril de 1885 por el Ferrocarril Central Norte Argentino. Ubicada en el norte de San Miguel de Tucumán, funcionaba como estación de empalme de la línea norte con la de San Cristóbal. Ahí se instalaron los talleres de vagones y depósito de locomotoras principales del FFCC Central Norte. Muchos trenes se dividían en esta estación yendo una parte a Tucumán Norte y la otra a Tucumán CC o Tucumán A. La estación Muñecas empezó a perder sentido cuando se cerró su depósito de locomotoras y las unidades fueron enviadas a Tucumán P. Sus instalaciones, desde los años '70, fueron usadas para estacionar material radiado.

## Servicios
No presta servicios de pasajeros, sólo de cargas. Sus vías e instalaciones están a cargo de la empresa estatal Trenes Argentinos Cargas.